# 葛毓芝
葛毓芝（?—?），直隶乐亭县人，清朝政治人物、進士出身。
光绪二十一年乙未科（1895年），登進士。同年五月，改翰林院庶吉士，光緒二十四年四月，散館，著以部属用，任刑部主事。